# Ohranitev energije
Zakon o ohranitvi energije, ki je bil prvič formuliran v 19. stoletju, je fizikalni zakon. Zakon o ohranitvi energije pravi, da se skupna količina energije skozi čas v izoliranem sistemu ne spreminja. Lahko se reče, da se skupna energija skozi čas ohranja. Za izolirani sistem ta zakon pomeni, da je energija lokalizirana in se lahko v sistemu le prenaša iz ene oblike v drugo. Na primer, kemična energija lahko postane kinetična energija, ki se ne more uničiti ali se ne more ustvariti iz nič. Poleg tega, dva prvotno izolirana sistema, ki nimata zunanjih ali medsebojnih vplivov, se lahko logično sestavita v en izoliran sistem in bo potem skupna količina energije sestavljenega sistema enaka vsoti obeh skupnih količin energije teh dveh komponent sistema. Prav tako se za homogeni sistem v svojem lastnem notranjem termodinamičnem ravnovesju reče, da je notranja energija ekstenzivna količina.